# Janzé
 Janzé  es una población y comuna francesa, situada en la región de Bretaña, departamento de Ille y Vilaine, en el distrito de Rennes y cantón de Janzé.

## Demografía
| 3948 | 4158 | 4248 | 4327 | 4500 | 5364 |
| Para los censos de 1962 a 1999 la población legal corresponde a la población sin duplicidades (Fuente: INSEE [Consultar]) |      |      |      |      |      |